# Kerrykeel
Kerrykeel est une commune dans le comté de Donegal en Irlande.

Kerrykeel
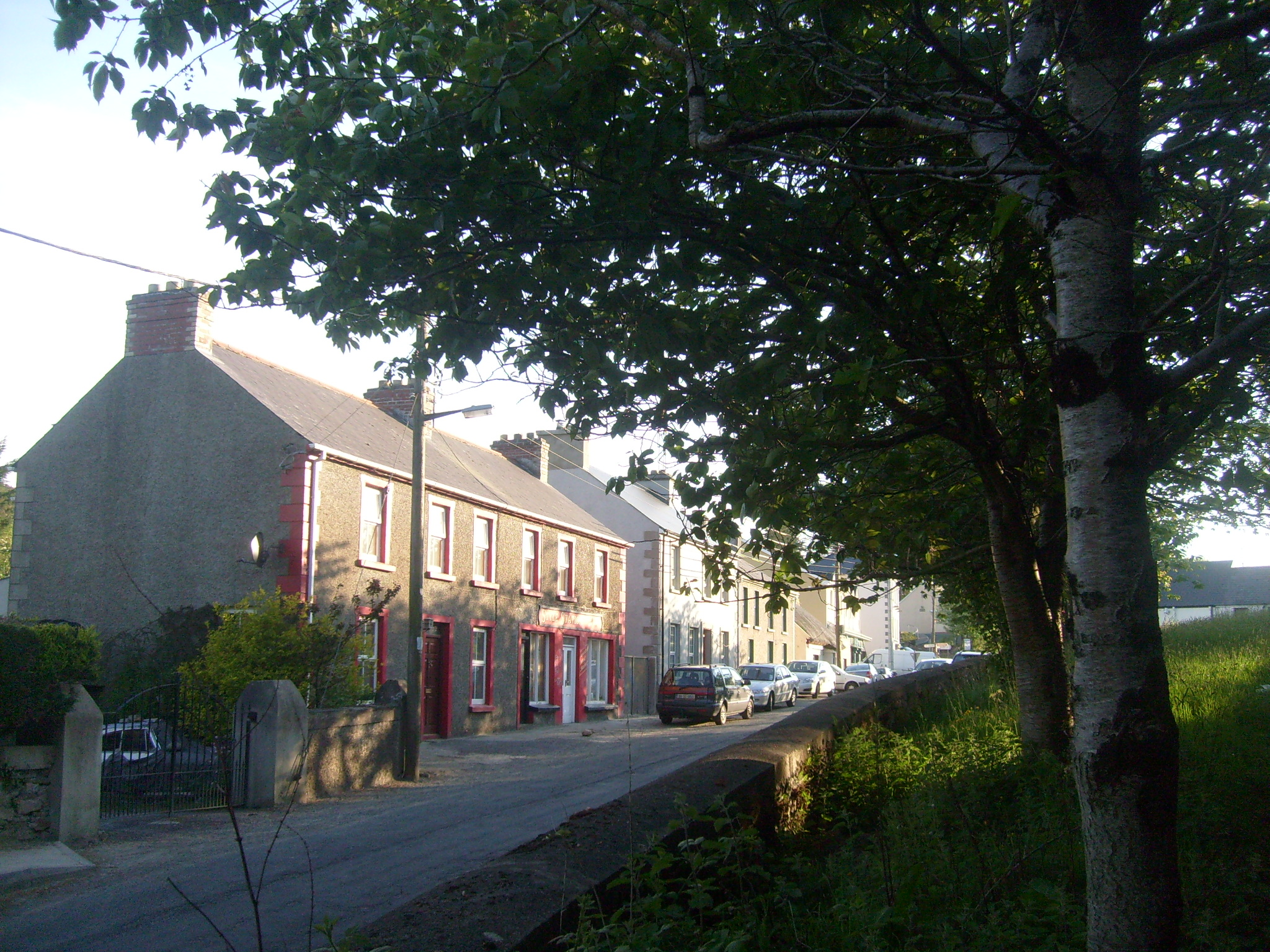
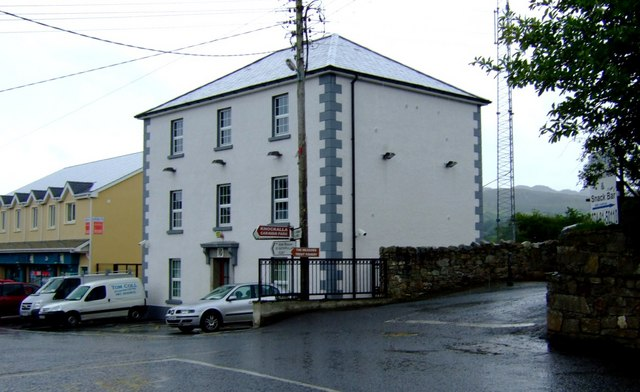
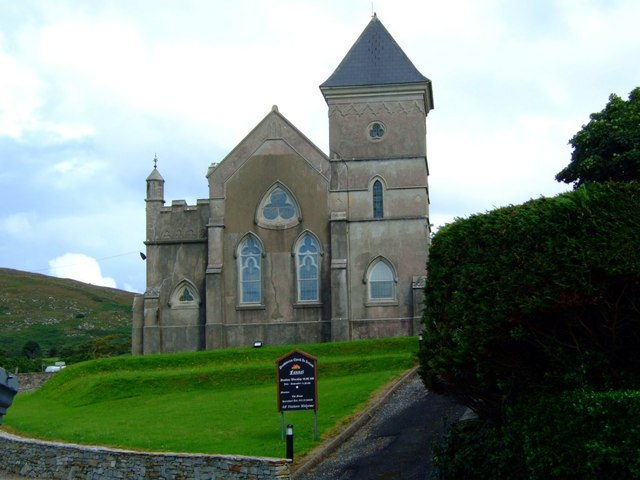